# Kevin Boss

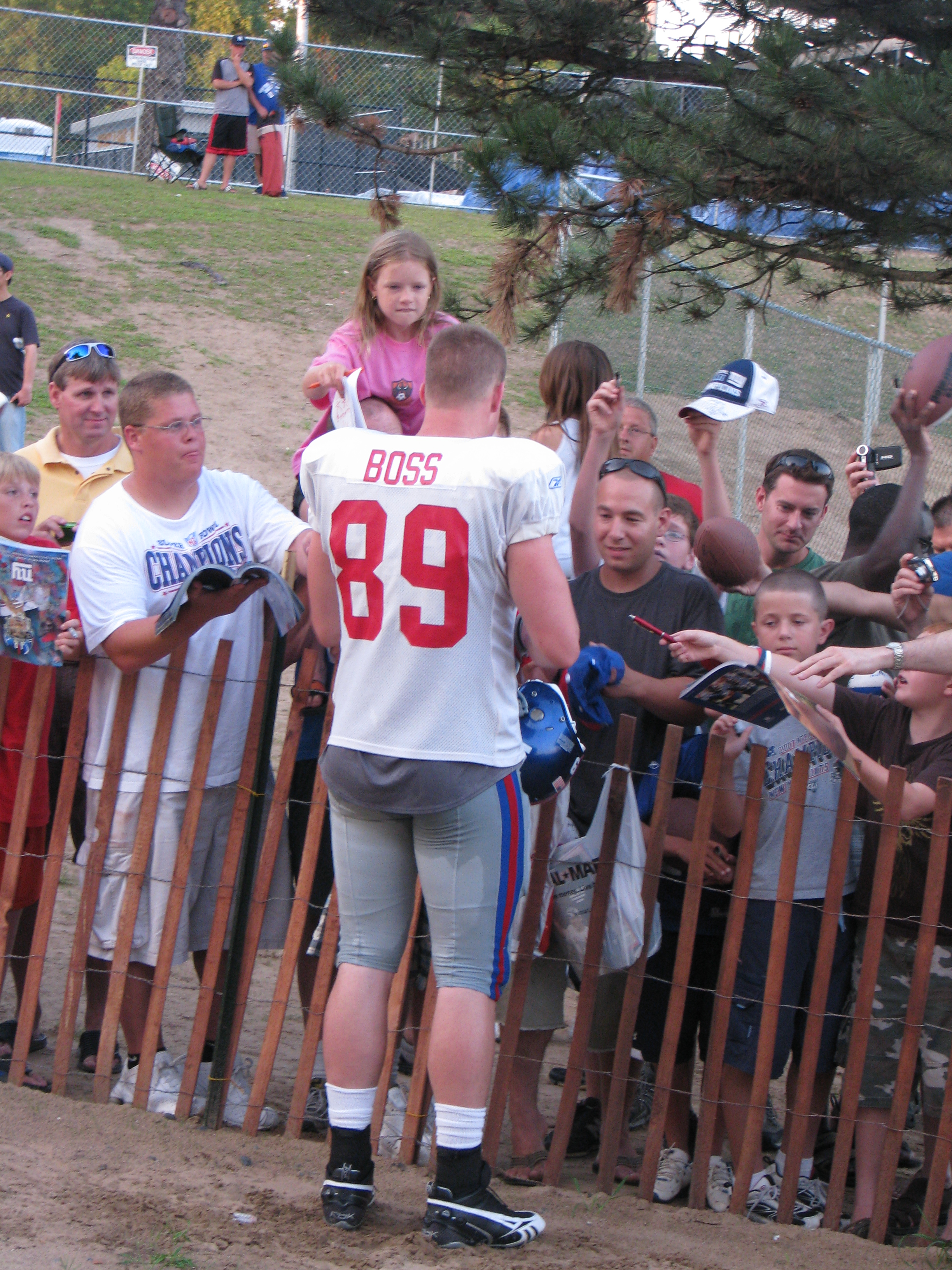
KevinBossautographs
Kevin Boss signing autographs at Giants Training Camp in Albany, NY

Kevin Boss (Corvallis, 11 de janeiro de 1984) é um jogador profissional de futebol americano estadunidense que foi campeão da temporada de 2007 da National Football League jogando pelo New York Giants.